# Santiago (Paraíso)
Santiago – dystrykt w Kostaryce, w kantonie Paraíso, w prowincji Cartago.

## Geografia
Santiago ma powierzchnię 25,5 kilometrów kwadratowych i leży na wysokości 1084 m n.p.m.

## Demografia
Według spisu z 2011 roku dystrykt Santiago liczył 5534 mieszkańców.

## Transport

### Transport drogowy
Przez dystrykt Santiago biegną następujące drogi krajowe:
- Droga krajowa nr 10
- Droga krajowa nr 224
- Droga krajowa nr 404